# Lola Baidel
Lola Baidel (født 26. marts 1951) er en dansk forfatter og digter.